# Poa cabreriana
Poa cabreriana là một loài cỏ trong họ hòa thảo, thuộc chi poa.